# Cardioglossa trifasciata
Espèce
Statut de conservation UICN

 CR B1ab(iii) : 
En danger critique
Cardioglossa trifasciata est une espèce d'amphibiens de la famille des Arthroleptidae.

## Répartition
Cette espèce est endémique du Cameroun. Elle se rencontre de 1 750 à 1 800 m d'altitude sur le versant Sud du mont Manengouba.

## Philatélie
En 1978, la République unie du Cameroun émet un timbre de 100 F dédié à l'espèce Cardioglossa trifasciata.

## Publication originale
- Amiet, 1972 : Description de cinq nouvelles espèces camerounaises de Cardioglossa  (Amphibiens, Anoures). Biologia Gabonica, vol. 8, p. 201-231.